# Un lugar que nunca muere vol. 1
Un lugar que nunca muere vol. 1 es un álbum en vivo de la banda argentina de heavy metal O'Connor, grabado durante un show armado especialmente el 19 de febrero de 2011 en el café-concert La Trastienda Club y producido por su bajista Hernán García a través de su productora Gatubio. El disco funcionó a modo de relanzamiento del álbum descatalogado Hay un lugar (1999), ya que contiene los mismos tracks pero reversionados en vivo y algunos arreglos, a excepción de «Supernout» (cover de Black Sabbath), que no fue incluido.
Al día siguiente de la grabación de Un lugar que nunca muere vol. 1, se realizó el registro de Un lugar que nunca muere vol. 2. Ambos conciertos estuvieron bajo el nombre de Hay un lugar que nunca muere, en referencia a sus primeros álbumes Hay un lugar y Yerba mala nunca muere. A pesar de estar planificado su lanzamiento en abril de 2011, ambos volúmenes fueron lanzados en agosto de ese mismo año.

## Créditos
El nuevo álbum no fue registrado por la formación original que grabó Hay un lugar en 1998; quienes participaron de este disco fueron:
- Claudio O'Connor - voz
- Hernán García - bajo eléctrico
- Pablo Naydón - batería
- Darío Casciaro - guitarra eléctrica Walter Curri - guitarra eléctrica (invitado)
- Diseño: Oscar Ramirez para CSST

Fue grabado por Martín Muscatello Overdub's. Ingeniero de mezcla: Juan José Burgos. Asistente de mezcla: Martín Muscatello. Además el mastering estuvo a cargo de Tweety González.

## Lista de canciones
Todas las letras escritas por Claudio O'Connor, toda la música compuesta por Hernán García. 
| N.º   | Título              | Duración |  |
| 1.    | «Reflexión»         | 3:52     |  |
| 2.    | «Cuantas palabras»  | 3:55     |  |
| 3.    | «Bajezas»           | 3:40     |  |
| 4.    | «Tus sermones»      | 4:33     |  |
| 5.    | «Se extraña araña»  | 4:09     |  |
| 6.    | «Imperdonable»      | 4:35     |  |
| 7.    | «Hay un lugar»      | 5:49     |  |
| 8.    | «Sombras de placer» | 4:48     |  |
| 9.    | «Las entrañas»      | 4:20     |  |
| 10.   | «Triste ansiedad»   | 3:22     |  |
| 43:03 |                     |          |  |